# Liliana Genes
Liliana Genes (19 de julio de 1967) es una deportista rumana que compitió en remo. Ganó una medalla de plata en el Campeonato Mundial de Remo de 1987, en la prueba de doble scull.

## Palmarés internacional
| Campeonato Mundial | Campeonato Mundial     | Campeonato Mundial | Campeonato Mundial |
| Año                | Lugar                  | Medalla            | Prueba             |
| ------------------ | ---------------------- | ------------------ | ------------------ |
| 1987               | Copenhague (Dinamarca) | Medalla de plata   | Doble scull        |